# Ajalvir
Ajalvir est une commune de la communauté de Madrid en Espagne.